# The Osiris Child
The Osiris Child (Originaltitel: Science Fiction Volume One: The Osiris Child) ist ein australischer Science-Fiction-Film von Shane Abbess. In Deutschland wurde der Film ab dem 21. September 2017 direkt als DVD vermarktet.

## Handlung
Indi, das Mädchen, um das es im Titel geht, meldet sich zunächst aus dem Off. Man erfährt, dass ihr Vater, ein hochdekorierter Raumpilotenkommandant, bei einem Kampfeinsatz, vor dem er übermäßig Medikamente eingenommen haben soll, den Tod seiner gesamten Einheit zu verantworten hatte. Seitdem spricht er –  trotz Begnadigung – dem Alkohol zu und ist zu einer Belastung für die Familie geworden. Die elfjährige Tochter Indi und ihre Mutter leben auf der Erde; er, Kane Sommerville, hat einen Job beim führenden Terraforming-Konzern EXOr angenommen. Sein Arbeitsplatz als Leiter der Infrastrukturplanung befindet sich in der Raumstation über den Wolken eines bewohnbar gemachten fernen Planeten, dessen Rohstoffe nun mit Sträflingshilfe ausgebeutet werden.
Indi ist gerade auf Besuch bei ihrem Vater und bei einer Bekannten in der Hauptstadt Osiris untergebracht, während ihr Vater seinen Dienst hoch über ihr verrichten muss, aber seine Freizeit mit ihr auf der kargen Planetenoberfläche außerhalb der Stadt mit Dingen wie Schießübungen verbringt. Zeitgleich bricht eine Horde Monster aus. Dabei handelt es sich eigentlich um Häftlinge, an denen Genveränderungen vorgenommen wurden, um sie robuster für die knochenharte Arbeit auf – im Zuge der interplanetaren Kolonisation – künftig zu besiedelnden Planeten zu machen. Gegebenenfalls sollen sie auch die Ausrottung einheimischer Lebensformen vornehmen können. Die Forschungen sind Teil des EXOr-Projektes, jedoch streng geheim. Die auf einmal hohe Anzahl dieser Wesen ist das Ergebnis einer Strafmaßnahme wegen einer zuvor stattgefundenen Revolte im staatlichen Hochsicherheitsgefängnis. Die Insassen zettelten sie an, weil ein jedes Strafmaß keine Hoffnung auf Entlassung gab, der Direktor ein Sadist ist und immer wieder Mithäftlinge einfach verschwinden. Der Vertuschungsplan der EXOr Projektleiterin General Lynix sieht die Vernichtung aller Lebewesen, also auch der Zivilbevölkerung des Planeten, vor. Unter dem Vorwand, ein Virus zu bekämpfen, hat es schon erste Bombardierungen der „äußeren Städte“ gegeben. Sommerville, der die Wahrheit von einem eingeweihten Freund erfahren hat, desertiert und kapert einen Gleiter der Flottille. Er will seine Tochter retten. Nach einem Luftkampf mit seinen Verfolgern und dem Abschuss seines Raumgleiters befördert ihn der Schleudersitz in einen Tümpel auf der Planetenoberfläche. Dort wird er von einem der unverwandelt entflohenen Häftling namens Sy Lombrok herausgezogen. Lombrok ist misstrauisch, schließt sich aber Sommerville, der Zugang zu einem Schutzbunker in Aussicht stellt, an. Das ungleiche Paar muss sich nun in unwirtlicher Umgebung zu Fuß zur Hauptstadt Osiris durchschlagen. EXOr-Suchtrupps sind ihnen auf den Fersen und auch die Kreaturen rücken näher. In einem Schmuggler-Außenposten mit integriertem Barbetrieb treffen sie auf das durchgeknallte Stiefgeschwisterpaar Gyp und Bill, die früher Fahrer im Dienste der Strafanstalt waren. Zu viert in einem umgebauten Knastbus und mit teuer erstandenen Waffen aus Tüftlerhand ausgestattet, geht es schneller voran.
Monsterscharen wüten bereits in der Stadt, aber Sommerville holt Indi aus der Hochhauswohnung. Bei Konfrontationen mit Ungetümen und einer EXOr-Patrouille kommen Bill, Gyp und Sommerville ums Leben. Wenige Sekunden vor der Detonation der Atombombe erreichen Indi und der kurz zuvor durch einen peitschenartigen Zungenschlag eines Monsters infizierte Lombrok den Bunker. Indi will Sy, der sich bewusst ist, dass er gleich sein Menschsein verlieren wird, nicht aufgeben. In einer Rückblende wird nun Sy Lombroks tragische Vorgeschichte um Verlust und Rache erzählt.
Ein Jahr danach nähern sich zwei EXOr-Leute in Strahlenschutzanzügen, die einem Peilsendersignal gefolgt sind, der Bunkeranlage. Indi und der zum Monster transferierte Sy überwältigen die beiden. Sie erfahren, dass als Verursacher der Massenvernichtung und Verseuchung ausgebrochene Sträflinge, die die Kraftwerke in die Luft gejagt hätten, benannt worden seien. Indi erzwingt ihren und Sys Transport zur Raumstation. Mit diesem Cliffhanger endet der Film, der den Zusatz „Volume One“ verständlich macht.

## Produktion
Regie führte Shane Abbess, der gemeinsam mit Brian Cachia auch das Drehbuch zum Film schrieb. Abbess bricht bei seiner Arbeit die Chronologie der Erzählung auf und sorgt, so Christoph Petersen von filmstarts.de, durch die nicht-lineare Abfolge der einzelnen Kapitel für nachträgliche Offenbarungen und überraschende Wendungen, die es sonst so nicht gegeben hätte.
Daniel MacPherson übernahm die Rolle von Lieutenant Kane Sommerville, Kellan Lutz spielt den entflohenen Gefangenen Sy Lombrok, und Rachel Griffiths übernahm die Rolle von General Lynex. Teagan Croft spielt Sommervilles Tochter Indi.

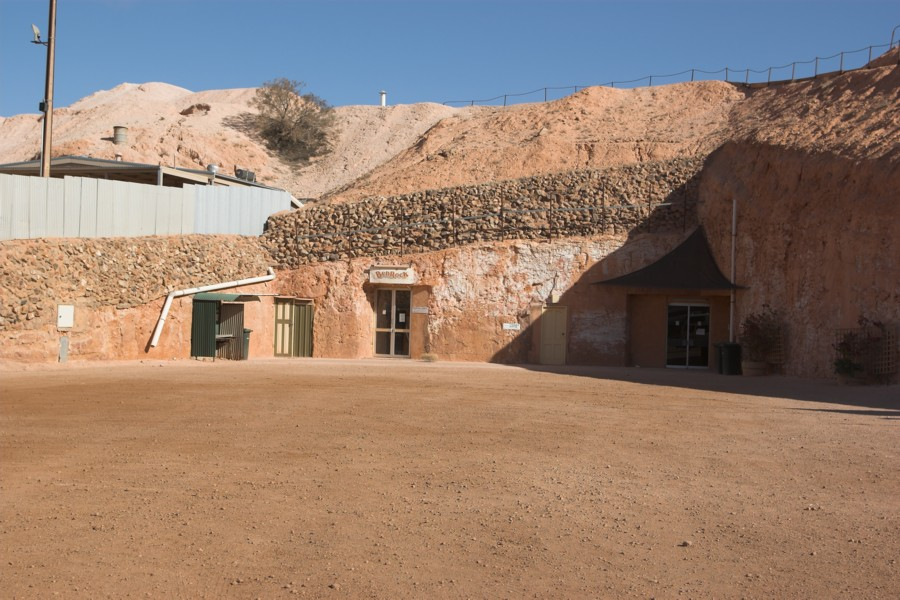
Gedreht wurde der Film unter anderem in der australischen Ortschaft Coober Pedy

Der Film wurde von Kameramann Carl Robertson in New South Wales in Australien gedreht, so in der Ortschaft Coober Pedy und in Gladesville, einem Vorort von Sydney, und feierte am 24. September 2016 im Rahmen des Fantastic Fests in Austin seine Premiere. In Deutschland wurde der Film erstmals im Januar 2017 im Rahmen der Fantasy Filmfest White Nights gezeigt. Im Rahmen des Seattle International Film Festivals befand sich der Film im Wettbewerb Contemporary World Cinema und wurde dort im Mai 2017 in der Sektion Wild, Titillating, Fantastic! gezeigt. Am 21. September 2017 erschien der Film in Deutschland auf DVD und als Blu-ray.

## Rezeption

### Kritiken
Der Film konnte bislang 60 Prozent der Kritiker bei Rotten Tomatoes überzeugen.
Marc Ciafardini von The Film Stage schreibt: „Es ist ein hervorragendes Stück Arbeit mit Weltraumeffekten und einer Kapitelstruktur, die das Tempo der Erzählung vorantreibt.“
Christoph Petersen von filmstarts.de sieht die Hauptquellen der vorliegenden „großgedachte[n], aber nicht übermäßig teuer produzierte[n] Science Fiction für ein nerdiges Publikum“ in Star Wars, Mad Max und Fortress – Die Festung. Somit biete der Film „nichts Neues“, sei aber dennoch aufgrund des Verhältnisses Budget-zu-Resultat „bahnbrechend“. Die Abstriche bei den Spezialeffekten und der Ausstattung seien nicht allzu groß. Der Raumgleiterabschuss und die rotierenden Häftlingszellen seien die Umsetzungs-Höhepunkte, das Monsterdesign allerdings diskussionswürdig.
Positiv erwähnt Oliver Armknecht auf film-rezensionen.de die Ansichten der futuristischen Stadt, der High-Tech-Einrichtungen und der Endzeitstimmung verbreitenden Wüstenlandschaft. Weniger gefällt ihm die fehlende Entscheidungsfindung der sofort loslegenden Charaktere, die eine Kommunikation ersetzenden Drohgebärden und die vielartigen Kampfszenen. Diese alle seien eben Merkmale eines B-Movies und daher akzeptabel. Negativ beurteilt er das Monsterdesign. Am meisten aber die inhaltliche Dürftigkeit und die schwachen Charakterzeichnungen. Außerdem hält er „die sprunghafte Erzählweise [für] nur leidlich erfolgreich“ und die Auflösung für „unbeholfen und kitschig“.
Timo Wolters Fazit auf blu-ray-rezensionen.net lautet: „The Osiris Child lehnt sich bei einigen Vorbildern an und erfindet das Fantasy-Sci-Fi-Rad sicherlich nicht neu. Dafür sind die Darsteller engagiert, das Setting schön dreckig und die Inszenierung durchweg flott.“ Die nicht-lineare Erzählweise baue Spannung auf und halte „teils überraschende Storywendungen“ bereit.
Das australische Filmportal filmink.com veröffentlichte in Person von Dov Kornits eine eher kritische Besprechung. Die zahlreichen Action-Szenen und die effektvolle Tricktechnik, die den Vergleich mit Hollywood nicht zu scheuen bräuchten, wurden hervorgehoben. Doch inhaltlich sei das ganze unspektakulär und das Filmende unstimmig. Die Vater-Tochter-Beziehung, die den Kern ausmache, sei nicht so emotional wie sie hätte sein können, hauptsächlich weil die Tochter zu wenig präsent ist. Das Zwischenspiel mit Gyp und Bill wirke wie ein Fremdkörper. Am enttäuschendsten seien die Monster, die mit realer Maskenbildnerei erstellt wurden, hier falle man dann doch gegenüber der sonst eingesetzten CGI-Methode ab. Dies sei passiert, mutmaßt Kornitz, weil die Vorstellungen hochfliegend waren, das Budget aber niedrig.

### Auszeichnungen
AACTA Awards 2017
- Nominierung für Best Hair and Makeup (Jen Lamphee, Anna Gray und Melissa Chew)[10]